# Kunku
Kunku ist ein marathischer Film von V. Shantaram aus dem Jahr 1937. Er thematisiert die verbreitete Nichtberücksichtigung der Wünsche der Frau bei der Verheiratung.

## Handlung
Neera, ein junges Mädchen, wird von ihren Aufzieheltern für eine bestimmte Summe Geld an den alten Witwer Kakasaheb verheiratet. Er selbst ist ein fortschrittlicher Anwalt mit einem Sohn und einer Tochter in Neeras Alter. Für Neera ist die Ehe ein Schock, doch mutig versucht sie sich in dem Haus zurechtzufinden und das Beste daraus zu machen. Der Witwer selbst glaubt seine Männlichkeit in dem hohen Alter nicht verloren zu haben. Sein Sohn Pandit, der im College studiert, fängt bald an mit seiner jungen Stiefmutter zu flirten.
Die Ehe funktioniert nicht. Nur die mit im Haus lebende junge Tochter Chitra, die in Neeras Alter und selbst Witwe ist, hält Neera bei Laune. Langsam realisiert Kakasaheb die Ungerechtigkeit seiner Eheschließung mit und für Neera und begeht Selbstmord. So verlässt er das Mädchen, welches er einst gegen ihren Willen heiratete und lässt sie ihren eigenen Weg gehen.

## Musik
Die Lieder sind von der Hauptdarstellerin Shanta Apte selbst gesungen. Die Liedtexte zur Musik von Keshavrao Bhole schrieb Shantaram Athavale. Der Text des englischsprachigen Liedes In the world's broad field of battle...Be not like dumb, driven cattle ist ein Gedicht von Henry Wadsworth Longfellow.

## Hintergrund
Der Titel des Films bezieht sich auf den roten Stirnpunkt verheirateter Frauen. Das Drehbuch dieser Prabhat-Produktion schrieb der Autor Narayan Hari Apte nach seinem 1923 erschienenen Roman Na Patnari Goshta. Für das Szenenbild und den Ton waren Sheikh Fattelal beziehungsweise Vishnupant Damle verantwortlich. Gleichzeitig entstand auch eine Hindi-Version des Films mit dem Titel Duniya Na Mane.
Shakuntala Paranjpe, die Darstellerin der Chitra, war außerhalb der Leinwand als engagierte Sozialaktivistin bekannt, die sich für Frauenrechte einsetzte. Shanta Aptes Frische und Leichtigkeit in ihrer ersten großen Hauptrolle etablierte sie als führende Sängerin der 1930er-Jahre.

## Kritik
Trotz betont melodramatischer Züge des Films gelangen Shantaram, der seine Filme stets selbst schnitt, einige herausragende Visualisierungen wie das lachende Gesicht des alten Mannes in den Scherben des zerschlagenen Spiegels und das Leitmotiv der tickenden Uhr. Viele dieser Bilder symbolisieren die sexuelle Impotenz des alten Mannes.